# Saint-Jean-et-Saint-Paul

Saint-Jean-et-Saint-Paul este o comună în departamentul Aveyron din sudul Franței. În 1 ianuarie 2022 avea o populație de 284 de locuitori.